# جارد تايلر
جارد تايلر (بالإنجليزية: Jared Tyler)‏ هو مغن مؤلف ومغني أمريكي، ولد في 3 مارس 1978.

## وصلات خارجية
- الموقع الرسمي
- جارد تايلر على موقع IMDb (الإنجليزية)
- جارد تايلر على موقع قاعدة بيانات الفيلم (الإنجليزية)